# Shohola (Pensilvania)
Shohola es una comunidad no incorporada en el condado de Pike, Pensilvania, Estados Unidos. La comunidad está ubicada a lo largo de la Ruta 434 de Pensilvania en el río Delaware, que forma la frontera estatal con Nueva York; Barryville está al otro lado del río. Shohola tiene una oficina de correos con el código ZIP 18458.